# Sân bay quốc tế Spokane
Sân bay quốc tế Spokane  (mã sân bay IATA: GEG, mã sân bay ICAO: KGEG, mã sân bay Cục hàng không liên bang Hoa Kỳ" GEG) là một sân bay quốc tế phục vụ thành phố Spokane bang Washington, Hoa Kỳ. Sân bay quốc tế Spokane nằm cách  trung tâm thành phố Spokane 8 km về hướng tây, trong quận Spokane. Sân bay có 2 đường băng, nhà ga hành khách. Năm 2010, sân bay này phục vụ 3 triệu lượt khách, là [[danh sách sân bay bận rộn nhất Hoa Kỳ|sân bay bận rộn thứ nhì bang] Washington]. Sân bay đã có tên sân bay Sunset trước năm 1941 và được Bộ chiến tranh mua lại từ quận và được đổi tên thành sân bay Geiger. Sân bay được xây dựng từ năm.

## Hãng hàng không và tuyến bay
Sân bay quuốc tế Spokane có 24 cổng và 3 hành lang. Các cổng ở hành lang A được đánh số 11-15, các cổng ở hành lang B được đánh số 1-10, còn các cổng ở hành lang C được đánh số 22-25 và 30-32.  
| Hãng hàng không                                 | Các điểm đến                                                                               | Hành lang |
| ----------------------------------------------- | ------------------------------------------------------------------------------------------ | --------- |
| Alaska Airlines                                 | Seattle/Tacoma                                                                             | C         |
| Alaska Airlines operated by Horizon Air         | Portland (OR), Seattle/Tacoma                                                              | C         |
| Delta Air Lines                                 | Minneapolis/St. Paul, Salt Lake City                                                       | B         |
| Delta Connection operated by Mesaba Airlines    | Minneapolis/St. Paul                                                                       | B         |
| Delta Connection operated by SkyWest Airlines   | Salt Lake City                                                                             | B         |
| Frontier Airlines                               | Denver                                                                                     | C         |
| Frontier Airlines operated by Republic Airlines | Denver                                                                                     | C         |
| Southwest Airlines                              | Boise, Denver, Las Vegas, Oakland, Portland (OR), Phoenix, Seattle/Tacoma [ends January 8] | A         |
| United Airlines                                 | Denver                                                                                     | B         |
| United Express operated by Shuttle America      | Chicago-O'Hare                                                                             | B         |
| United Express operated by SkyWest Airlines     | Denver, San Francisco                                                                      | B         |
| US Airways                                      | Phoenix                                                                                    | B         |